# Smermisia esperanzae
Smermisia esperanzae är en spindelart som först beskrevs av Albert Tullgren 1901.  Smermisia esperanzae ingår i släktet Smermisia och familjen täckvävarspindlar. Inga underarter finns listade i Catalogue of Life.